# Karizmatiki
Karizmatik (grško χαρισματικός; nemško Charismatiker;latinsko Charismaticus; italijansko carismatico; angleško Charismatic;  beri: [karɪzˈmatɪk] je grška beseda, ki pomeni nadarjeno oziroma obdarjeno osebo, največkrat z nekaterimi ali vsemi darovi Svetega Duha. 
Včasih označbo karizmatik uporabljajo tudi za posvetne osebe, ki imajo izjemen vpliv.

## Karizmatiki

### V strogem pomenu besede
Med karizmatike prištevamo v ožjem pomenu člane karizmatičnega gibanja; nekateri najbolj znani so:
1. Jakob Manjackal
2. Mijo Barada
3. Tomislav Ivančić
4. Franc Špelič

### V širšem pomenu besede
Sem prištevamo navadno tudi kristjane, ki delujejo na karizmatičen način, čeprav morda niso člani karizmatičnega gibanja:
1. Anton Lisec
2. Mati Terezija
3. Magdalena Gornik
4. Papež Janez Pavel II.
5. Pater Pij

Seveda pa imenujemo lahko za karizmatike ali karizmatične osebnosti tudi necerkvene osebe, navadno tiste, ki so delovale v pozitivnem smislu kot npr.:
- John Kennedy
- Mihail Gorbačov
- Nikola Tesla
- Louis Pasteur

itd. itd.

## Razna gibanja
Karizmatiki je krovni izraz za gibanja ali omike, ki zajemajo večino glavnih krščanskih veroizpovedi in cerkva (oziroma Cerkva). Karizmatično gibanje – zlasti po Drugem vatikanskem koncilu – je povzročilo, da so nastala - tudi v Katoliški Cerkvi - številna karizmatična občestva kot rezultat organske rasti, delitve in ustvarjanja novih skupnosti.
Karizmatična mavrica, čeprav se zdi na prvi pogled zelo široka in raznobarvna, v praksi in slogu vedno vključuje ključno prepričanje, da so razodevanja Svetega Duha, ki smo jih videli v krščanski Cerkvi prvega stoletja, torej v prakrščanski cerkveni občini, na voljo tudi današnjim kristjanom. Ta razodevanja oziroma pojavi vključujejo različna nenavadna izražanja kot so:
- Zdravljenje
- Čudeži
- Prerokbe
- Besede znanja in modrosti
- Razločevanje duhov
- Govorjenje v drugih jezikih (imenovano tudi glosolalija)
- Zamaknjenje (imenovano tudi ekstaza)

## Razlaga pojma

### Besednjak
Karizmatik (latinsko Charismaticus; angleško Charismatic) beremo kot [karɪzˈmatɪk]
PRIDEVNIKkarizmatičen
izvajati prepričljiv čar, ki v drugih navdihuje predanost; na primer: "Bil je karizmatična osebnost z veliko privlačnostjo za javnost" (npr. Đinđić, Mati Terezija, papež Janez Pavel II., Kennedy, Napoleon ...)
Beseda "karizmatičen" izvira iz grščine: (latinsko caritas; grško χαρις); v grškem izvirniku pomeni torej haris milost ali dar; v latinskem prevodu caritas pomeni ljubezen, dobrota, dobrodelnost. To besedo uporablja apostol Pavel v novozaveznih poslanicah, zlasti ko piše Korintski Cerkvi, kjer je najbolj znan tozadevni odlomek v 12. - 14. poglavju Prvega pisma Korinčanom.
SAMOSTALNIKkarizmatik
privrženec karizmatičnega gibanja.
(v zvezi s karizmatičnim gibanjem v krščanskih Cerkvah.)
SOPOMENKE (sinonimi)
očarljiv • fascinanten • poln osebnosti • močan značaj • magnetičen • privlačen. 

### Miselnosti in vrstekarizmatikov
Karizmatiki se po navadi trdno držijo skoraj dobesedne razlage evangelijev in so prepričani glede božanskega navdihnjenja Svetega pisma, dobesedne razlage čudežev Stare in Nove zaveze ter osebe, učenja in delovanja Kristusa, kakor tudi strogih nravnih načel. Vendar pa obstajajo znotraj zgodovinske protestantske in katoliške Cerkve tudi taka karizmatična gibanja, ki bolj ali manj srečno sobivajo poleg liberalnejših prepričanj znotraj celotne cerkvene strukture.
Treba je dodati, da čeprav imajo karizmatiki veliko podobnosti s tradicionalnimi binkoštniki, so v resnici precej drugačni. Kot je bilo omenjeno zgoraj, lahko karizmatiki ostanejo v svojih zgodovinskih skupnostih; medtem pa so binkoštniki ločina (sekta), ki biva ločeno od drugih kristjanov kot čisto samostojna skupnost. Binkoštniki so zlasti v preteklosti dajali velik poudarek na govorjenje v jezikih – včasih kot dokaz za bivanje v Svetem Duhu ali za krst v Svetem Duhu. Medtem pa lahko karizmatiki zavzemejo glede delovanja Svetega Duha različna stališča: da so do teh pojavov kritični, ali jih imajo za nepomembne ali pa za zelo pomembne. Poleg tega se lahko karizmatična cerkvena struktura močno razlikuje od zgodovinskih Cerkva (v katere v tem pomenu lahko prištevamo tudi binkoštnike ali pentekostalce); karizmatiki pa so dokaj samostojna gibanja in se tudi med seboj zelo razlikujejo.

### Karizma, karizmatični voditelj in privrženci
Weber je prvi razčlenjeval nastanek karizme, odnos karizmatičnega voditelja do svojih slediteljev ter opredelil naslednje prvine:
1. za množico posameznikov, ki imajo skupno kulturno okolje, nastanejo kakršnekoli »izredne razmere«;
2. osebnost, ki verjame, da ima za te razmere rešitev in »poslanstvo«, s svojim nastopom izraža željo po pokorščini, ki naj bi mu v tem smislu samoumevno pripadala;
3. tudi del drugih ljudi ga prizna za vodja, vendar pričakuje »potrditev« kot dokaz njegove izjemnosti;
4. vodja ponudi to potrditev v obliki čudeža ali izjemne predstave;
5. drugi ga končno »prepoznajo« kot voditelja in se mu popolnoma spoštljivo zaupaju v prepričanju, da ponuja naustreznejšo rešitev zapletenih razmer;
6. vodja podaja ali načela in pravila življenja, ki ustvarjajo vase zaprto »skupnost«; ali pa nastane »gibanje« za spreminjanje sveta, ki je odprto glede na vrsto izrednih razmer;
7. člani nove družbene enote se prepoznajo kot bratje v glavi in cilju, ter prekinejo vsako družbeno vez, ki je v nasprotju z dolžnostmi nove usmeritve (družina, kasta, razred);
8. vodja »pokliče« nekatere svoje najvdanejše privržence, da mu brez pridržka služijo kot »odposlanci« v vodstvu skupnosti ali gibanja; oni se zadevi popolnoma posvetijo in opustijo druge dejavnosti;
9. privrženci pod vodjinim vplivom in zavezanosti skupnosti doživijo globoko notranjo spremembo, ki izhaja tako iz sprejemanja načel, kakor tudi iz zadovoljstva, ki izhaja iz zavesti, da so na pravi poti;
10. pripadniki kažejo po tej obnovi nenavaden pogum in vztrajnost ter kot posamezniki ali skupnost izvajajo izjemne podvige v službi voditelju in zadevi. V primeru gibanja sledenje karizmatičnemu vodju predstavlja eno najprodornejših sil pri spreminjanju miselnosti ljudi in sveta.
11. Kot nazorna primera Weber uporabi dve različni karizmatični osebnosti.
  1. Hitler je začutil poslanstvo, da reši nemško ljudstvo iz katastrofe, v katero ga je pahnila Svetovna vojna ter da nato »višjo arijsko raso« privede do nadoblasti nad človeštvom. Na oblast je sicer res prišel po redni poti. Ko pa se je dokopal vodilne vloge, je nato uničil vse demokratične ustanove ter uvedel kult osebnosti brez odstopa, slepo pokorščino za ceno življenja, in se napotil podrejati in uničevati vse »manjvredne« narode.
  2. De Gaulle pa je tudi začutil poslanstvo, da privede do normalnega življenja francosko ljudstvo, ki se je znašlo v zagati zaradi alžirske vojne ter cele vrste kratkotrajno vladajočih predsednikov in nesposobnih vlad; ko se mu je posrečilo napraviti red, vpeljati trdno demokracijo, in ko ni uspel v pravzaprav nepomembnem referendumu - se je sam umaknil.[2]. Take karizmatične osebnosti pa niso samo stvar preteklosti. Za sedanjost se nam kar sama ponujata dva navedenima podobna voditelja, dve različni karizmatični osebnosti, ki imata v svetu veliko sledilcev tudi danes, in sicer v tehle dveh osebah:
  3. Putin je kot predsednik nasledil Jelcina (1991-1999) na demokratičnih volitvah 2000, kjer je zlahka premagal komunističnega kandidata v prvem krogu. Bil je v prvih dveh mandatih predsednik do 2008, za vmesnim predsednikovanjem Medvedjeva pa je nastopil zopet 2012.[3] Nato se je 2020 oklical za dosmrtnega voditelja Rusije po nerazvidnem referendumu in volitvah, pri katerih je protikandidata spravil v zapor in je tako bila sleherna opozicija onemogočena.[4]
  4. Merkelova pa je karizmatičarka, ki je po demokratičnih in razvidnih volitvah skozi štiri mandate vodila Nemčijo; letos (2021) pa je sama odstopila, kot je že nekaj let vnaprej napovedovala, in sicer takrat, ko je začela njena priljubljenost in uspešnost pojemati.[5]